# Daesan-myeon, Haman-gun
Daesan-myeon (koreanska: 대산면) är en socken i den södra delen av Sydkorea,  275 km söder om huvudstaden Seoul.  Den ligger i kommunen Haman-gun i provinsen Södra Gyeongsang.